# Friedrich Balduin von Gagern

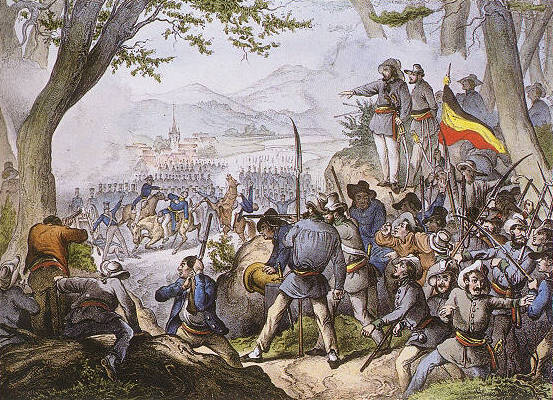
Gagern halála

Friedrich Balduin von Gagern (Weilburg, 1794. október 24. – Kandern, 1848. április 20.) báró, német származású holland tábornok, Maximilian von Gagern testvérbátyja.

## Élete
Miután a párizsi École polytehnique-t elvégezte, az osztrák hadseregbe lépett és 1813-ban részt vett a drezdai, kulmi és lipcsei csatákban. Ezután holland szolgálatba lépett és végigküzdötte az 1815-ös hadjáratot. A holland hadseregben gyorsan emelkedett a ranglétrán és 1844-ben tábornok lett. 1848 elején szabadságra ment Németországba és éppen Badenben időzött, midőn ott a Hecker-féle mozgalom kitört. A badeni kormány felszólításának engedve, a kormánycsapatok élén a felkelők ellen vonult, de a Scheidecknél történt összeütközésben elesett.